# 杨庄镇 (宿州市)
杨庄镇，原为杨庄乡，是中华人民共和国安徽省宿州市埇桥区下辖的一个乡镇级行政单位。2021年12月撤乡设镇。

## 行政区划
杨庄镇下辖以下地区：
杨庄村、街东村、杜楼村、刘楼村、林庄村、苏湖村、高庄村、房上村、程庄村和郑楼村。